# Związek Wojujących Bezbożników
Związek Wojujących Bezbożników (ros. Союз воинствующих безбожников, Sojuz woinstwujuszczich biezbożnikow) – organizacja propagująca ateizm, powstała w Związku Radzieckim 7 lutego 1925 roku jako Liga Bezbożników (od roku 1929 pod nazwą Związek Wojujących Bezbożników).

## Historia
Organizacja była narzędziem Wszechzwiązkowej Komunistycznej Partii (bolszewików), w walce z religią i kościołami. Jest odpowiedzialna za stosowanie przemocy w celu zwalczania różnych grup wyznaniowych, denuncjowanie osób wierzących, niszczenie obiektów sakralnych, profanację miejsc pochówku (głównie cmentarzy) oraz przedmiotów kultu religijnego i organizowanie karnawałów antyreligijnych. Działalność związku była wymierzona głównie w Rosyjski Kościół Prawosławny, jako największy związek wyznaniowy w kraju, w mniejszym stopniu w inne działające w ZSRR Kościoły. Ateizm był jednym z głównych elementów ideologii komunistycznej, zmierzającej między innymi do zlikwidowania religii.
Na czele Związku stał Jemieljan Jarosławski (właściwie Miniej Izrailewicz Gubelman). Organizacja od początku ściśle współpracowała najpierw z OGPU, a następnie z NKWD. Wydawała pisma ateistyczne „Bezbożnik”, „Nauka i Życie” oraz „Antyreligioznik” w których między innymi głoszono tezę, iż rozwój nauki przyczyni się do upadku wszelkich religii i triumfu rewolucji.
W Moskwie w latach 1929–1935 ukazywał się po polsku magazyn antyreligijny „Bezbożnik Wojujący: organ Sekcji Antykatolickiej przy Centralnej Radzie Związku Bezbożników Wojujących”. Redaktorem naczelnym pisma był Bolesław Przybyszewski (1892–1937).
W latach największej ateizacji w ZSRR, Józef Stalin, nawiązując do słów Karola Marksa (który w swojej pracy Przyczynek do krytyki heglowskiej filozofii prawa napisał, iż „religia jest opium dla ludu”), stwierdził między innymi, iż: „Religia jest jadem dla naszych dzieci”, „Kościół uciska wiedzę, pali wynalazki”, „Nie istnieją bajeczki opowiadane przez Kościół” oraz że „Od rewolucji światowej dzieli nas tylko Chrystus”.
W 1929 roku rozpoczęto działalność pod zmienioną nazwą (Związek Wojujących Bezbożników), a centralnym organem prasowym stało się pismo „Ateist” (wydawane w wielu językach, między innymi polskim), oprócz tego kontynuowano wydawanie pozostałych tytułów. Przyjęta w Związku Radzieckim w 1929 roku ustawa antyreligijna ułatwiała zwalczanie religii w czasach kolektywizacji – bolszewicy uważali, iż zwalczanie wpływów Cerkwi na wsi ułatwi walkę z chłopami. Na początku lat 30. liczba członków związku wyniosła około 5 milionów. Organizacja zajmowała się w latach 30. i 40. organizowaniem muzeów ateizmu (między innymi w likwidowanych masowo kościołach różnych wyznań religijnych), ekspozycji antyreligijnych w domach kultury oraz szkoleń i kursów z zakresu ateizacji.
W propagandzie ateistycznej związek położył główny nacisk na materializm dialektyczny, kult techniki i przemysłu – widząc w nim główną siłę, która miała spowodować zmianę nastawienia społeczeństwa do religii. Sporządzano także tak zwane czarne listy księży przeznaczonych do fizycznej likwidacji.
W 1941 roku w Związku Wojujących Bezbożników było 3,5 miliona członków, pozyskanych w większości metodami przymusu administracyjnego. Organizacja nieoficjalnie została rozwiązana w 1941 roku, po napaści Niemiec na ZSRR – ówczesne działania WKP(b) zmierzały do wyciszenia ateistycznej propagandy i wykorzystania religii prawosławnej jako czynnika jednoczącego społeczeństwo radzieckie w obliczu agresji. Ostatni numer pisma „Bezbożnik” ukazał się w lipcu 1941 roku, a oficjalnie Związek Wojujących Bezbożników został rozwiązany w roku 1947. W jego miejsce powołano nową strukturę mającą się zajmować propagandą ateistyczną – Wszechzwiązkowe Towarzystwo „Wiedza”. 
W Polsce Ludowej odpowiednikiem Związku Wojujących Bezbożników było „Towarzystwo Krzewienia Kultury Świeckiej” powstałe w 1969 roku z połączenia „Towarzystwa Szkoły Świeckiej” i „Stowarzyszenia Ateistów i Wolnomyślicieli”.

## Galeria

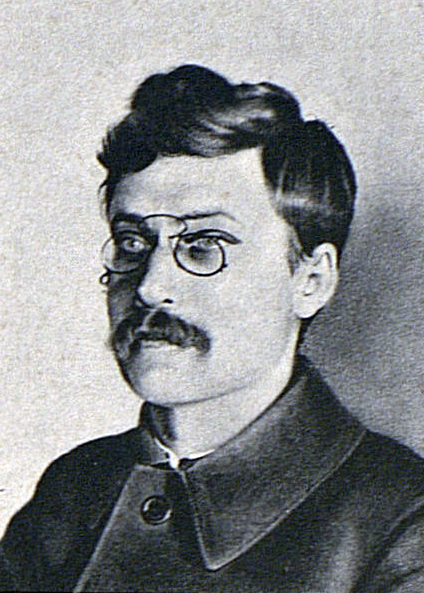
Przewodniczący Związku Wojujących Bezbożników Jemieljan Jarosławski
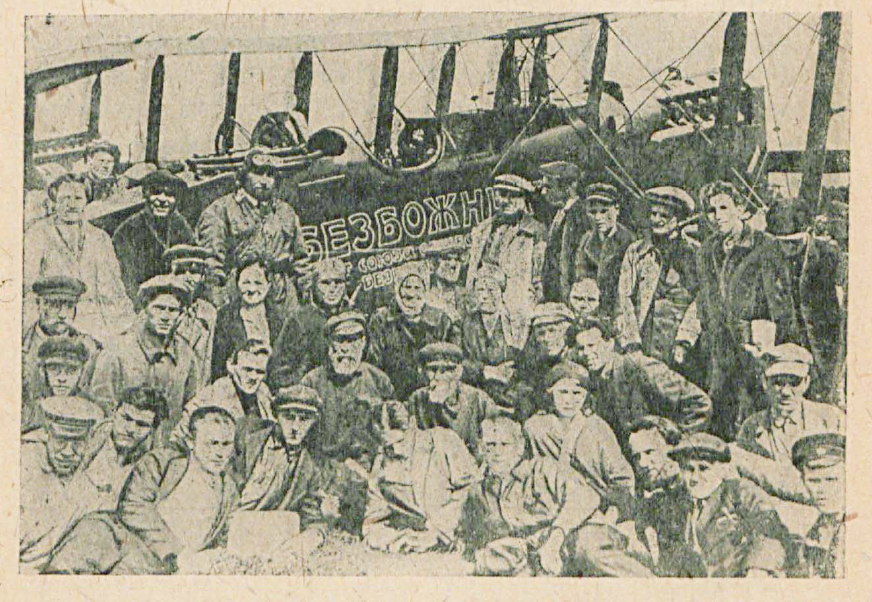
Samolot „Bezbożnik”, ufundowany ze środków Związku Wojujących Bezbożników
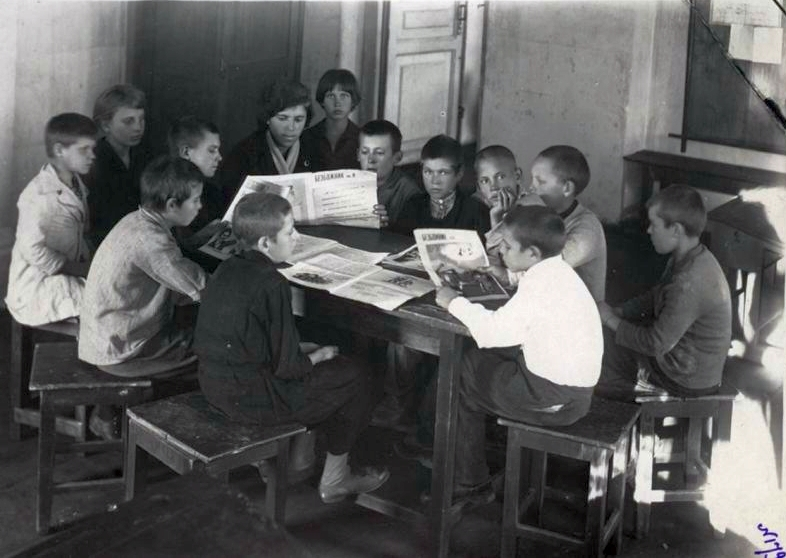
Koło młodych ateistów w szkole specjalnej nr 11 w mieście Murom (lata 30. XX wieku)
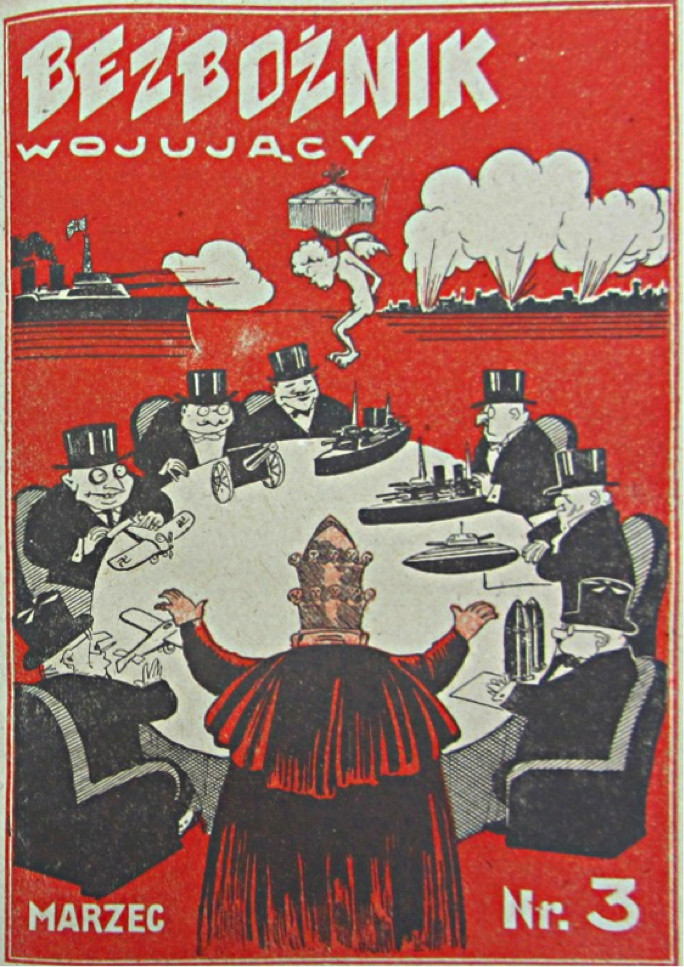
Okładka magazynu „Bezbożnik Wojujący” wydawanego w języku polskim